# Oxatres de Persia
Oxatres (en griego antiguo: Οξυάθρης; en persa antiguo: Vaxšuvarda; hacia 375 a. C. - después del 324 a. C.), hermano del último rey aqueménida Darío III y posteriormente cortesano del macedonio Alejandro Magno.

## Contexto histórico
Oxatres (en persa antiguo: Vaxšuvarda ) era hijo de Arsames y Sisigambis, miembros de una rama menor de la dinastía aqueménida que gobernaba el Imperio aqueménida. Como Oxatres era menor que su hermano Artašata (el futuro Darío III), quien nació hacia el 380 a. C., se asume que él nació entre el 380 y el 375 a. C.

## El valiente Oxatres
Oxatres se distinguía por su bravura. Según nuestras fuentes, luchó en la Batalla de Issos (noviembre del 333 a. C.) donde protegió a su hermano de un ataque de la caballería macedonia comandada por Alejandro Magno en persona. Según el historiador Diodoro Sículo, Oxatres, al ver el ataque directo contra su hermano, y creyendo que no sería visto a tiempo, ordenó a algunos de sus hombres lanzarse junto a él en la defensa del rey, esperando que esta muestra de valentía le traería un gran reconocimiento entre los aqueménida. Se colocó justo delante del carro del rey y logró salvarlo y salvarse a sí mismo, a pesar de que muchos nobles persas perecieron en esta refriega. Este episodio se muestra en el Mosaico de Alejandro encontrado en Pompeya.

## Cambio de bando
Tras Issos, Oxatres acompañó a su hermano al este y permaneció con él casi hasta el final. Después de que Bessos asesinara a Darío en julio del 330 a. C., Oxatres pasó al bando macedonio (por propia voluntad o capturado), donde fue tratado con la más alta distinción por parte de Alejandro, quien adicionalmente le asignó un honorable cargo de cierta importancia. Oxatres permaneció en la corte del conquistador, formó parte de los Compañeros, un cuerpo de caballería de élite, y posiblemente se convirtió en el primero de entre los guardaespaldas persas de Alejandro.

## Muerte de Bessos
Alejandro había jurado vengar la muerte de Darío. Persiguiendo a Besos, cruzó el Hindu Kush, el desierto de Bactria y el río Oxus, tras lo cual, los atemorizados cortesanos de Bessos, Espitamenes y Datames, arrestaron a su líder y lo entregaron a los invasores.
Alejandro mutiló cruelmente a Bessos al cortarle orejas y nariz. Esto era una práctica chocante para los griegos y macedonios, pero era lo que Alejandro, como rey aqueménida tenía que hacerle a un regicida. Dos siglos antes, Darío I había ordenado el mismo trato a Fraortes, rebelde medo, lo que se explica en la inscripción de Behistún. La automutilación de Zópiro, también en tiempos de Darío I, demuestra que estas cosas no eran infrecuentes.
Tras la mutilación, Bessos fue entregado a Oxatres. Alejandro le ordenó marchar con el prisionero hasta el lugar donde había asesinado a Darío, crucificarlo y mantener alejados después a los buitres. Esto era para un zoroastriano un hecho horripilante, pues éstos creían que los muertos debían ser devorados por los pájaros.
Oxatres tuvo una hija, Amestris, quien nació sobre el 350 a. C. Durante las fastuosas bodas en Susa a inicios del 324 a. C., Amastris se casó con el general de Alejandro Crátero.